# プラスPM

株式会社プラスPM（プラスピーエム）は、コンストラクション・マネジメント（CM）サービスを提供する完全独立系の専門会社。2021年4月に創業35年を迎えた。教育施設や病院、工場、研究所、スポーツ施設など、様々な用途の事業施設建設の支援実績があり、特に病院・医療施設の実績が豊富。2019年には「年間 病院CM業務実績」が日本一となった（東京商工リサーチ調べによる）。
また、2020年以降のコロナ禍においては、病院建築に関する専門知識を活かし、日経ヘルスケアに「建築の専門家に学ぶコロナ感染対策」などの記事を寄稿している。
同年にYouTubeチャンネルを開設し、コンストラクションマネジメントについての理解を深める解説動画や、病院建設計画におけるポイントをまとめた動画など、建築の専門家、病院CMの専門家としてのYouTube活動も行っている。

## 概要
1986年 大阪のマンションの一室で設計事務所として創業。その後、老人ホーム・高齢者向け住宅のコンサルタント業務を経て、コンストラクション・マネジメント、プロジェクトマネジメントを提供する専門会社へ業態転換。
2021年8月現在、国内・国外あわせ4拠点でサービスを展開している。
- 本社：大阪府大阪市北区西天満2-8-5
- 支店：東京都中央区日本橋本町3-4-6
- マレーシア：16-16, Level 16, Wisma UOA II, Jalan Pinang, 50450 Kuala Lumpur, Malaysia
- ベトナム：Level 7, The Imperial Suites, 71 Van Phuc, Lieu Giai Ward, Ba Dinh District, Hanoi

## 沿革
- 1986年　プラス建築事務所　創業
- 1988年　法人設立
- 1995年　高齢者施設のコンサルタント事業を開始
- 1997年　コンストラクション・マネジメント事業を開始
- 2002年　株式会社プラスＰＭへ社名変更
- 2003年　東京支店を開設
- 2013年　マレーシアにASEAN事業部開設  Plus PM Consultant Sdn.Bhd.設立[6]
- 2019年　12月に東京商工リサーチの調査により、「年間 病院CM業務実績」が日本一認定される[3]
- 同年　　大阪府の事業登録制度「男女いきいき・元気宣言」に登録される[7]
- 2022年　東京支社を東京都千代田区鍛冶町から東京都中央区日本橋へ移転
- 2024年　福岡支店を福岡県福岡市へ開設

## 所属
- 一般社団法人大阪建築士事務所協会会員
- 日本コンストラクション・マネジメント会員
- 一般社団法人日本医療福祉建築協会会員

## 主要プロジェクト
- 東京都生活協同組合連合会／生協連会館
- 県立宮崎病院
- 東京都済生会中央病院
- 大阪府済生会富田林病院
- 川西市立総合医療センター
- 岐阜県立多治見病院
- 学校法人東京経済大学／国分寺キャンパス
- デンケン・ハイデンタル株式会社／本社ビル
- 宮崎県 県有スポーツ施設（陸上競技場）および運動公園
- 医療生協さいたま生活協同組合 埼玉協同病院
- がん研有明病院
- 学校法人共立女子学園／八王子キャンパス、神田一橋キャンパス
- 国立循環器病研究センター
- 株式会社オーケーエム／オーケーエム滋賀東近江工場
- 株式会社オーケーエム／本社・研究開発センター